# CpG寡脱氧核苷酸

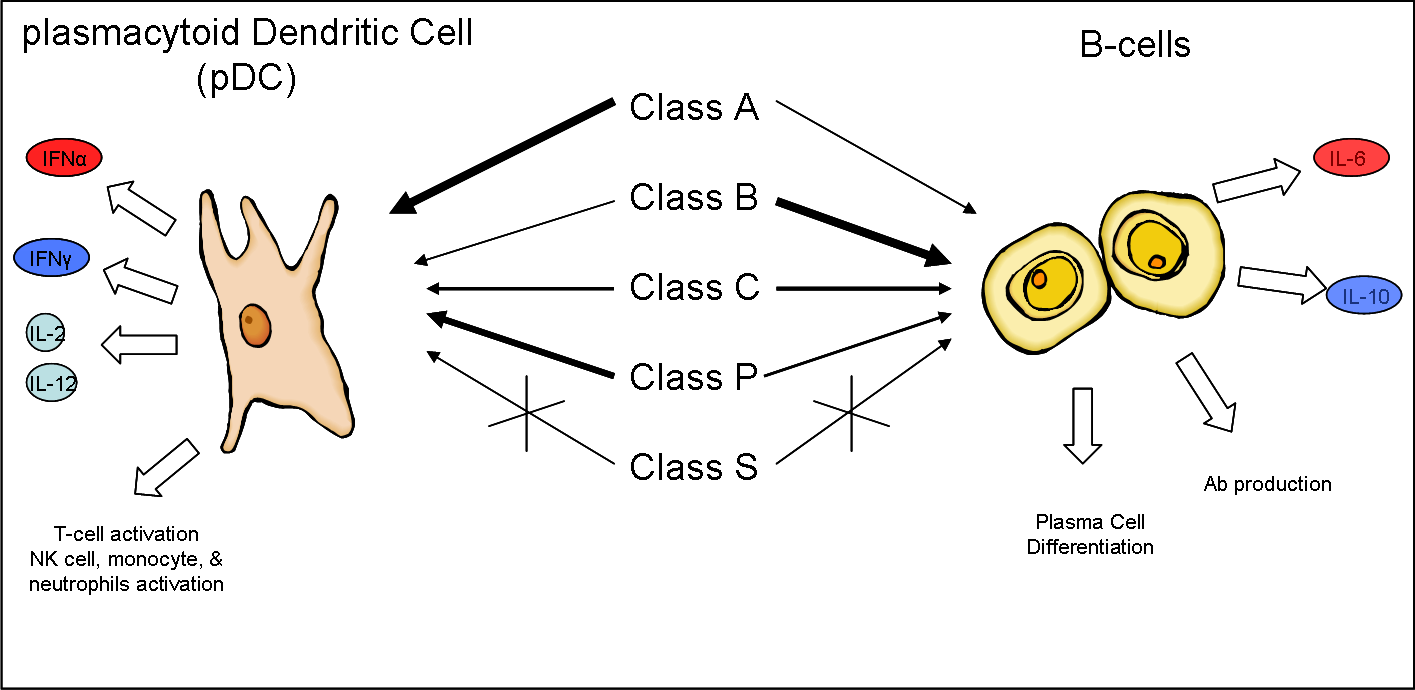
不同类别的CpG ODN 在浆细胞样树突状细胞（pDC）和B细胞中引起的反应不同

CpG寡脱氧核苷酸（英語：CpG oligodeoxynucleotides，CpG ODN）是短的单链DNA分子，其序列包含一个胞嘧啶脱氧核苷酸 ("C")，紧接着一个 鳥嘌呤脱氧核苷酸 ("G")，"p"是指两者之间的磷酸二酯鍵链接。当CpG寡脱氧核苷酸处于未甲基化的状态时，可以作为免疫增强剂。未甲基化的CpG ODN是一种病原相关分子模式，因为其在脊椎动物的基因组中很稀有，而在微生物的基因组中很丰富。。CpG ODN是公认的模式识别受体（PRR）Toll样受9（TLR9）的配体，TLR9只在人类和其他较高的灵长类动物的B细胞和浆细胞样树突状细胞（pDC）中表达。